# Krzywiń
Krzywiń è un comune urbano-rurale polacco del distretto di Kościan, nel voivodato della Grande Polonia.
Ricopre una superficie di 179,16 km² e nel 2004 contava 9 913 abitanti.